# Powerless (canción)
«Powerless»  —en español: «Impotente»— es una canción de la banda estadounidense de rock alternativo Linkin Park. La canción fue escrita por la banda y producida por el colíder vocalista Mike Shinoda y Rick Rubin. Su título de trabajo fue «Tinfoil», que también sirvió como introducción a la canción. Fue lanzado como sencillo digital a partir de su quinto álbum de estudio Living Things el 31 de octubre de 2012, en Japón.

## Composición
«Powerless» es una canción a medio tiempo que cuenta con saltos de mismo ritmo, armonías elevadas y susurros de sintetizadores. La canción tiene una producción basada en notas de piano y es descrito por Spin como que tiene una «atmósfera electro gótica como Bruno Mars en la más reciente banda sonora de Crepúsculo». The Silver Tongue Online la describió como «un fundamento de percusión concurrida y electrónica, un coro majestuoso y digno de Coldplay ». También se ha descrito como un «creciente, de combustión lenta, clásico himno de Linkin Park». Líricamente, la canción trata sobre un amigo o amante autodestructivo.

## Promoción
«Powerless», la pista duodécima y el cierre del álbum, aparece en los créditos finales en la película Abraham Lincoln: Vampire Hunter. Un video musical improvisado de Powerless con escenas de la película se estrenó en Yahoo!, sirviendo como tráiler musical de la película. El video musical fue dirigido por Timur Bekmambetov, director de Abraham Lincoln: Vampire Hunter. El video fue filmado en Berlín, Alemania. Bekmambetov exhibió la película para la banda, que reaccionó positivamente a la película, y se creyó que la banda tenía una canción que cabría en la película, por lo que «Powerless» fue elegida.

## Recepción
Billboard lista a «Powerless» como un ejemplo «de por qué Linkin Park sigue siendo vital, mientras que sus compatriotas del nu metal se van quedando  más o menos en el camino». AltSounds.com dice que la canción es «sin duda más grande y más audaz que la mayoría de las canciones del álbum, pero todavía no le agita a su núcleo como le gustaría que lo haría».

## Vídeo musical
Chester Bennington confirmó en una entrevista que se rodaría un video musical «Powerless».
Music for Relief estrenó el vídeo promocional de «Powerless» el 27 de noviembre de 2012.

## Lista de canciones
| Sencillo Digital • CD Promocional Japonés |             |          |  |
| N.º                                       | Título      | Duración |  |
| 1.                                        | «Powerless» | 3:44     |  |

## Músicos
- Chester Bennington: voz
- Rob Bourdon: batería
- Brad Delson: guitarra líder
- Joe Hahn: disk jockey
- Mike Shinoda: piano, sintetizador, segunda voz, guitarra rítmica
- Dave Farrell: bajo, coros

## Posiciones en listas
| País        | Lista (2012) | Mayor posición |
| ----------- | ------------ | -------------- |
| Reino Unido | UK Rock      | 40             |